# Motopompa

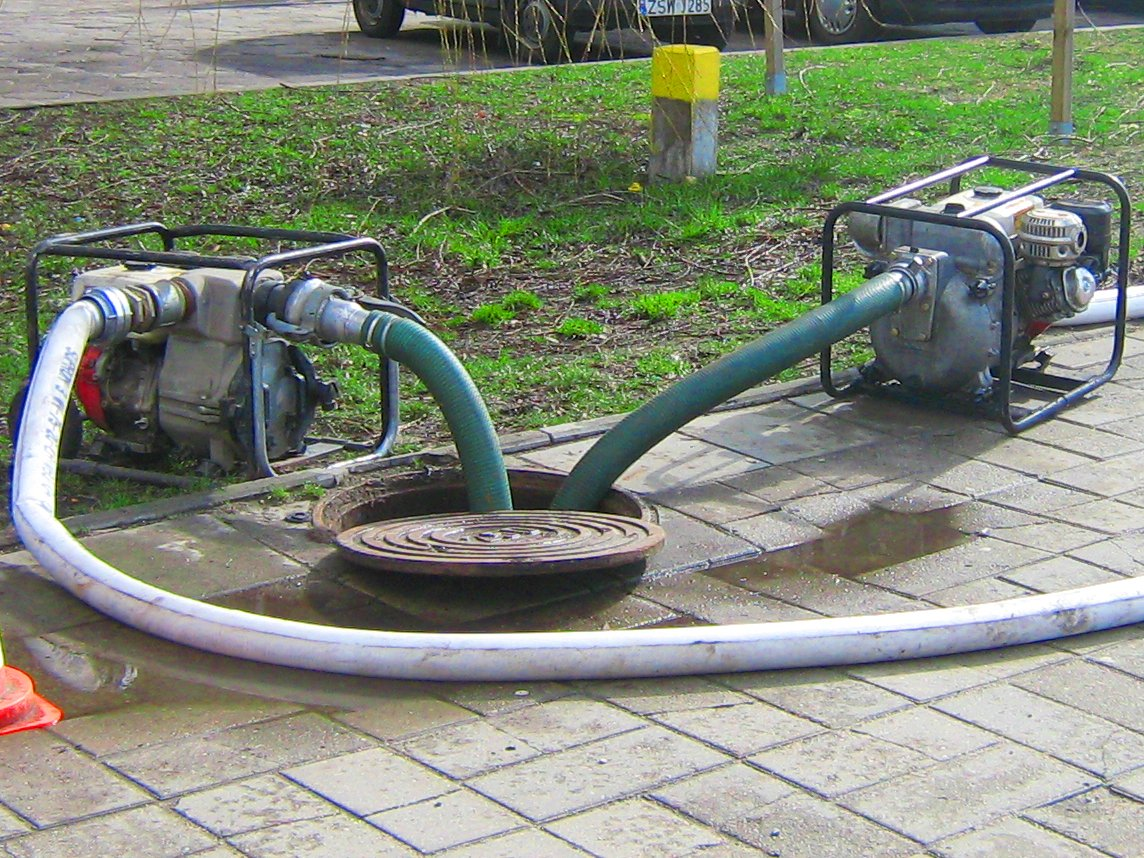
Motopompy podczas pracy

Motopompa – pompa wirowa tworząca z napędzającym ją silnikiem spalinowym zespół dostosowany do przenoszenia bądź do umieszczania na stałe na przyczepie pożarniczej lub samochodzie pożarniczym.
Motopompy o mniejszych wydajnościach (np. M-400) mają zwykle silniki jednocylindrowe chłodzone powietrzem, większe (np. M-800) silniki wielocylindrowe chłodzone cieczą.
Każda motopompa posiadająca pompę wirową musi mieć urządzenia do zassania wody. Jest to mała, ręczna pompa tłokowa będąca integralną częścią motopompy lub jest to smoczek (inżektor) na niespalone gazy sprężone z jednego z cylindrów (działający podobnie jak inżektor (w parowozie)). Zwykle posiada dozownik środka pianotwórczego. Służy do przepompowywania wody na wyższy poziom, wypompowywania ze zbiorników itp. Motopompę określa się symbolem M.
Są dwa rodzaje motopomp:
- Pożarnicza – posiadająca silnik spalinowy z układem zasilania, chłodzenia, elektrycznym i tłumikiem wydechu, pompę wirową z urządzeniem zasysającym, manometrem i wakuometrem, nasady, zawory umocowane na podstawie z uchwytami do przenoszenia przez strażaków (waga od 95 kg do 180 kg zależnie od typu), której wydajność nominalna wynosi od 400 do 800 litrów na minutę. Maksymalna praktyczna wysokość ssania motopompy strażackiej to 7,5 metra.
- Motopompa nawodna – rodzaj pompy pożarniczej używanej do odwadniania zalanych (np. przez powódź) piwnic i innych pomieszczeń. Posiada mniejsze rozmiary od motopompy pożarniczej, jest to pompa pływająca (utrzymuje się na powierzchni wody), dzięki temu nie wymaga stosowania węży ssawnych. Jest to sprzęt bardzo wydajny, ale nieprzydany do gaszenia pożarów, bo tłoczy wodę pod niskim ciśnieniem.

Rola motopomp pożarniczych maleje. Wiąże się to z rozpowszechnieniem autopomp o większej wydajności niż motopompy oraz z powszechnością zbiorników wodnych w samochodach gaśniczych, co umożliwia użycie wysokościśnieniowych i niskoprzekrojowych (średnica 25 mm) węży pożarniczych dla zdławienia pożaru w zarodku (tzw. "szybkie natarcie").  
Istniały próby wykorzystania do napędu motopompy silnika turbinowego (tzw. turbopompa). Przy ciężarze zbliżonym do motopompy M-800 miała wydajność 3000 litrów wody na minutę (zamiast 800 l/min) przy ciśnieniu 15 atm (zamiast 8 atm). 
Powodem rezygnacji z tego pomysłu były:
- bardzo duży hałas podczas pracy
- duże zużycie paliwa (ok. 150-240 l/godzinę pracy)
- możliwość współpracy tylko ze zbiornikami otwartymi lub liniami hydrantowymi o dużym przekroju i dużej wydajności wody.

Turbopompa m.in. była użyta podczas gaszenia w Warszawie pożaru Centralnego Domu Towarowego 21 września 1975 roku.